# Das andere Ich (1941)
Das andere Ich ist ein deutscher Spielfilm aus dem Jahre 1941. Unter der Regie von Wolfgang Liebeneiner spielen Hilde Krahl und Mathias Wieman die Hauptrollen.

## Handlung
Magdalena Menzel kommt aus der Provinz nach Berlin, um sich dort um eine Stelle als technische Zeichnerin zu bewerben. Bei ihrem Vorstellungsgespräch in den Wuellner-Werken ist sie derart unsicher und nervös, dass der sie befragende Oberingenieur Hesse zunächst auf spätere Zeiten vertröstet. Magdalena will gerade das Werksgelände verlassen, als sie noch einmal kurz auf das Zeitungsinserat schaut. Im Werk 2, Halle 4, wird eine Bürokraft mit Durchsetzungsvermögen gesucht, die auch zu Nachtschichten bereit ist. Magdalena überlegt nicht lange und erhält einen Job als Werkstattkontoristin beim Meister der Nachtschicht, Hannemann. Da Hannemann allerdings meint, dass ihre Attraktivität die hart arbeitenden Männer ungebührlich ablenken könnte, verändert Magdalena ihr Aussehen ein wenig zu ihrem (optischen) Nachteil. Dann beginnt sie sofort mit der Arbeit, ohne dass sie auf Hannemanns Zustimmung lang wartet.
Kaum hat sie die erste Nachtschicht erfolgreich absolviert, bittet Oberingenieur Hesse Magdalena erneut zu einem Gespräch. Er hat es sich anders überlegt und bietet ihr nunmehr den ursprünglich gewünschten Posten einer Zeichnerin an. „Zwei Jobs = zwei Gehälter“ denkt sich Magdalena und glaubt, dass sie es wohl schaffen könnte, zweimal acht Stunden pro Tag schuften zu können. Damit diese Doppelbelastung innerbetrieblich nicht weiter auffällt, nennt sie sich in der Zeichenstube Magda und als Nachtschichtlerin Lena. Bald ist sie nur noch müde, der Doppeljob fordert seinen Tribut. Im Zeichensaal lernt sie den Ingenieur Martin kennen, der sich bei einem Betriebsfest in die zurückhaltende Lena verliebt hat. Magdalena, die als Zeichnerin Magda eine deutlich lebhaftere Rolle spielt, befürchtet, dass bald ihr Schwindel auffliegen könnte. Sie kann nicht ahnen, dass Martin niemand anderes ist als der Juniorchef Martin Wuellner.
Als Magda erzählt sie ihm, dass Lena ihre Zwillingsschwester sei. Von nun an muss Magdalena sich zweiteilen und beide recht unterschiedliche Persönlichkeiten glaubhaft verkörpern. Als kesse, lebensfrohe Magda versucht sie nun, ihrer angeblichen Schwester Lena, dem anderen Ich, den attraktiven und liebenswürdigen Martin auszuspannen. Eines Tages gelingt ihr dies, als Martin sich von der draufgängerischen Magda verführen lässt und sie aus Pflichtgefühl heiraten will. Magdalena, die sich in ihrem eigentlichen Wesen viel eher der ernsthafteren und ruhigeren Lena verbunden fühlt, beschließt, Martin, in den sie sich verliebt hat, endlich reinen Wein einzuschenken. Dann überrascht dieser wiederum sie, indem er seine wahre Identität als Juniorchef preisgibt. Das junge Glück könnte so schön ungetrübt sein, wäre da nicht die Werkspolizei, die Magdalenas Doppelspiel auf die Spur kommt und einen Fall von abgefeimter Spionage vermutet. Auch das Arbeitsamt hat Wind von Magdalenas Doppelbeschäftigung bekommen und droht, Ärger zu machen. Schließlich ist es der Seniorchef Geheimrat Wuellner, der die Wogen glättet und alles zum Guten wendet.

## Produktionsnotizen
Die Dreharbeiten zu Das andere Ich begannen am 16. Juni 1941 im Efa-Atelier von Berlin-Halensee und endeten zwei Monate später. Die Uraufführung fand am 21. November 1941 im Gloria-Palast und der Lichtburg statt. Beworben wurde der Film von der Tobis im Reich mit den Worten „Die heitere Geschichte um ein junges Mädchen, das auf sich selbst eifersüchtig wird“. Bis 1945 lief Das andere Ich auch noch in den Kinos von Dänemark, Schweden, der Schweiz, Frankreich, Portugal und Finnland an. Am 19. Oktober 1980 konnte man im ZDF die Fernseherstausstrahlung von Das andere Ich erleben.
Die Produktionskosten betrugen trotz Starbesetzung lediglich 993.000 RM. Die Bauten entwarf Otto Erdmann und wurden von Franz F. Fürst ausgeführt. Den Ton hatte Klaus Jungk. Herstellungsgruppenleiter Dr. Heinrich Jonen war auch Produktions- und Herstellungsleiter. Eugen Klagemann besorgte die Standfotografie.
Ein Musiktitel wurde gespielt: Eine einsame Insel.
Der Film erhielt das NS-Prädikat „Künstlerisch wertvoll“.

## Kritiken
„Hilde Krahl bezaubert uns restlos.“

„Das Publikum hatte seine diebische Freude.“

„Gegensätzliche Motive in einem wohltuend ausgeglichenen Film. Situationen, die man häufig ins Tragische abgebogen oder aber zu Schwankwirkungen übersteigerte, sind hier mit beachtlichem Niveau aufbereitet, die wohltemperierten Schauspielerleistungen durch aparte Einfälle kontrapunktisiert. Pointenreiche Dialoge, unvordringliche Musik (Bochmann) und einwandfreie Technik vervollständigen den Gesamteindruck dieser erfreulichen Erscheinung eines in letzter Zeit etwas vernachlässigten Filmgenres.“

„Schmunzeln, Lachen, Beifall … Alles, was sich zuträgt … Turbulenz und Frohsinn.“

„Der Autor Heinrich Spoerl hat diese an sich recht unwahrscheinliche Geschichte gerade mit so viel Charme erzählt, daß wir sie noch gerne glauben. Und der junge Regisseur W. Liebeneiner hat eine Fülle von Milieudetails, Bildeinfällen und darstellerischen Pointen mit bemerkenswertem Geschick verwertet.“

„Der gut gemeinte und gut gemachte Film mit seinen unaufdringlichen ‚erzieherischen‘ Tendenzen besaß Unterhaltungswert.“

„Eine kleine Verwechslungskomödie, die mit doppeldeutigen Anspielungen den Geist der Zeit vorsichtig zu ironisieren versucht.“